# アバンチュリエ
『怪盗ルパン伝 アバンチュリエ』（A STORY OF ARSENE LUPIN AVENTURiER）は、森田崇による日本の漫画作品。モーリス・ルブランの小説『アルセーヌ・ルパン』シリーズの漫画化。講談社『イブニング』にて、『アバンチュリエ 新訳アルセーヌ・ルパン』として2011年から2013年に連載。その後、ヒーローズ『月刊ヒーローズ』にて、『怪盗ルパン伝 アバンチュリエ』と改題して2013年から2016年に連載。2020年より、単話電子書籍として新章が月2回更新の予定で公開開始。

## 概要
ベル・エポック（良き時代）と呼ばれる1900年前後のフランスを舞台に、怪盗ルパンの冒険譚を描いた、モーリス・ルブランの小説『アルセーヌ・ルパン』シリーズを原作とした漫画化である。タイトルの「アバンチュリエ（aventurier）」とはフランス語で「冒険者」、「山師」を意味し、原作小説では「怪盗紳士（gentleman-cambrioleur）」と並んで、ルパンが自称する言葉の一つである。
講談社『イブニング』にて、『アバンチュリエ 新訳アルセーヌ・ルパン』として2011年3号より2013年2号まで連載。一旦はイブニング側から終了を宣告されるも、作者が自身のツイッターを通して早めにそのことを告知、移籍先を探したことが功を奏し、『怪盗ルパン伝 アバンチュリエ』と改題の上ヒーローズ『月刊ヒーローズ』へと移籍し、2013年4月号から2016年4月号にかけて連載された。
単行本は、イブニング連載分が『アバンチュリエ 新訳アルセーヌ・ルパン』として全5巻を刊行。この5冊分は、後に『怪盗ルパン伝アバンチュリエ 登場編（上/下）』として、書下ろしを加えて、ヒーローズより刊行。ヒーローズ連載分が5巻まで刊行。
奇巌城編完結以降は連載が休止していたが、2018年2月11日に作者のTwitterにおいて、ヒーローズでの連載が終了したことを正式に告知。今後の連載再開のための媒体を再び募集するとともに、出版社を介さずに任意団体「ルパン帝国再誕計画」によるKindle ダイレクト・パブリッシング（KDP）で電子書籍による著者再編集版の単行本刊行を開始した。なお、KDPによる収入は当初の3か月半で360万円だったがこの数字は紙の単行本600円・印税1割なら6万部売れたときに相当し、作者は電子出版に関するイベントにおいて「今、最も現実的な実入りがあるのはKindleによる収入」「収益面を考えると、出版社は不要と感じた」と述べている。
2020年6月2日より、新シリーズ「813」編が単話電子書籍として配信開始。月2回更新でKDPにて3か月独占公開の後、他電子書籍サイトへ配信される予定。前書きにもある通り、ルパンが「奇巌城」から「813」まで劇中世界で姿を消していた期間と同じ4年を経ての再開となる。2021年3月にはぴあより、813上巻の紙の単行本が発売。
フランス語版が、『ARSÈNE LUPIN L'AVENTURIER』のタイトルで、Kurokawaより刊行されている。2017年1月現在、ヒーローズ版1〜5巻まで刊行。

## 単行本
原作は、モーリス・ルブランの「アルセーヌ・ルパン」シリーズ。なお原作小説の名称は、出版社の翻訳により揺れがあるため、ヒーローズ版1巻の巻末解説の表記とした。著者再編集版では収録順を原作通りに戻し、各章後の1ページに後書き代わりの解説コラムを加筆している。
【講談社刊行分】
アバンチュリエ 新訳アルセーヌ・ルパン（1）
2011年6月23日第1刷発行 ISBN 978-4-06-352367-6
- 「アルセーヌ・ルパンの逮捕」
- 「獄中のアルセーヌ・ルパン（前編/後編）」
- 「アルセーヌ・ルパンの脱獄（前編/中編/後編）」
- 「王妃の首飾り（前編）」

※原作は第1短編集『怪盗紳士ルパン』収録作品
アバンチュリエ 新訳アルセーヌ・ルパン（2）
2011年11月22日第1刷発行 ISBN 978-4-06-352389-8
- 「王妃の首飾り（中編/後編）」
- 「謎の旅行者（前編/後編）」
- 「ハートの7（その1/その2/その3/その4）」

※原作は第1短編集『怪盗紳士ルパン』収録作品
アバンチュリエ 新訳アルセーヌ・ルパン（3）
2012年4月23日第1刷発行 ISBN 978-4-06-352405-5
- 「ハートの7（その5/その6）」
- 「遅かりしHerlock Sholmes（前編/中編/後編）」
- 「赤い絹のショール（前編/中編/後編）」

※原作は第1短編集『怪盗紳士ルパン」収録作品と第2短編集『ルパンの告白』収録作品
アバンチュリエ 新訳アルセーヌ・ルパン（4）
2012年8月23日第1刷発行 ISBN 978-4-06-352433-8
- 「金髪婦人 episode 1 23組514番」
- 「金髪婦人 episode 2 青ダイヤ（前編/中編/後編）」
- 「金髪婦人 episode 3 ハーロック・ショームズ戦闘を開始す（前編/中編/後編）」
- 「金髪婦人 episode 4 暗中微光（前編/中編）」

※原作は中編集『ルパン対ショームズ』
アバンチュリエ 新訳アルセーヌ・ルパン（5）
2013年2月22日第1刷発行 ISBN 978-4-06-352451-2
- 「金髪婦人 episode 4 暗中微光（後編）」
- 「金髪婦人 episode 5 拉致（その1/その2/その3/その4）」
- 「金髪婦人 episode 6 ルパン2度目の逮捕（前編/中編/後編）」
- 「アンベール夫人の金庫 プロローグ19歳のアルセーヌ・ルパン（前編/後編）」

※原作は中編集『ルパン対ショームズ』収録作品と『怪盗紳士ルパン』収録作品
【講談社刊行分の改訂増補版/ヒーローズ刊行分】
怪盗ルパン伝 アバンチュリエ《登場編》（上）『怪盗紳士』
2014年8月29日第1刷発行 ISBN 978-4-86468-374-6
- 「アルセーヌ・ルパンの逮捕」
- 「獄中のアルセーヌ・ルパン（前編/後編）」
- 「アルセーヌ・ルパンの脱獄（前編/中編/後編）」
- 「王妃の首飾り（前編/中編/後編）」
- 「謎の旅行者（前編/後編）」
- 「ハートの7（その1/その2/その3/その4/その5/その6）」
- 「遅かりしHerlock Sholmes（前編/中編/後編）」

※原作は第1短編集『怪盗紳士ルパン』収録作品

怪盗ルパン伝 アバンチュリエ《登場編》（下）『金髪婦人』
2014年8月29日第1刷発行 ISBN 978-4-86468-375-3
- 「赤い絹のショール（前編/中編/後編）」
- 「金髪婦人 episode 1 23組514番」
- 「金髪婦人 episode 2 青ダイヤ（前編/中編/後編）」
- 「金髪婦人 episode 3 ハーロック・ショームズ戦闘を開始す（前編/中編/後編）」
- 「金髪婦人 episode 4 暗中微光（前編/中編/後編）」
- 「金髪婦人 episode 5 拉致（その1/その2/その3/その4）」
- 「金髪婦人 episode 6 ルパン2度目の逮捕（前編/中編/後編）」
- 「アンベール夫人の金庫 プロローグ19歳のアルセーヌ・ルパン（前編/後編）」
- 「黒真珠」

※原作は第1短編集『怪盗紳士ルパン』、中編集『ルパン対ショームズ』、第2短編集『ルパンの告白』収録作品
※「黒真珠」（『怪盗紳士ルパン』収録作品）は本書のための書下ろし。

【ヒーローズ刊行分】
怪盗ルパン伝 アバンチュリエ（1）『公妃の宝冠』
2013年8月30日第1刷発行 ISBN 978-4-86468-339-5
- 「公妃の王冠（第1幕/第2幕/第3幕/第4幕/最終幕）

※原作は戯曲『アルセーヌ・ルパン』及び戯曲小説化作品『ルパンの冒険』

怪盗ルパン伝 アバンチュリエ（2）『ユダヤのランプ』
2013年12月31日第1刷発行 ISBN 978-4-86468-352-4
- 「ユダヤのランプ（第1章/第2章/第3章/第4章/最終章）」

※原作は中編集『ルパン対ショームズ』収録作品

怪盗ルパン伝 アバンチュリエ（3）『奇巌城・上』
2014年8月29日第1刷発行 ISBN 978-4-86468-373-9
- 「奇巌城 episode 1 銃声」
- 「奇巌城 episode 2 高校3年生イジドール・ボートルレ（前編/後編）」
- 「奇巌城 episode 3 死体（その1/その2/その3）」

※原作は長編『奇巌城』

怪盗ルパン伝 アバンチュリエ（4）『奇巌城・中』
2015年5月2日第1刷発行 ISBN 978-4-86468-410-1
- 「奇巌城 episode 4 対決（その1/その2）」
- 「奇巌城 episode 5 追跡（その1/その2）」
- 「奇巌城 episode 6 歴史に隠された秘密（その1/その2/その3）」
- 「奇巌城 episode 7 エギーユ論（その1）」

※原作は長編『奇巌城』
怪盗ルパン伝 アバンチュリエ（5）『奇巌城・下』
2016年5月31日第1刷発行 ISBN 978-4-86468-458-3
- 「奇巌城 episode 7 エギーユ論（その2/その3）」
- 「奇巌城 episode 8 カエサルからルパンへ（その1/その2）」
- 「奇巌城 episode 9 開けゴマ（前編/後編）」
- 「奇巌城 episode 10 フランス王家の財宝（前編/中編/後編）」
- 「奇巌城 epiloge レイモンド」

※原作は長編『奇巌城』

【著者再編集版】（電子書籍）
怪盗ルパン伝 アバンチュリエ【著者再編集版】（1）『怪盗紳士ルパン・上』
2018年2月11日配信開始
怪盗ルパン伝 アバンチュリエ【著者再編集版】（2）『怪盗紳士ルパン・中』
2018年2月11日配信開始
怪盗ルパン伝 アバンチュリエ【著者再編集版】（3）『怪盗紳士ルパン・下』
2018年2月11日配信開始
怪盗ルパン伝 アバンチュリエ【著者再編集版】（4）『怪盗対名探偵―金髪婦人・上』
2018年2月16日配信開始
怪盗ルパン伝 アバンチュリエ【著者再編集版】（5）『怪盗対名探偵―金髪婦人・下』
2018年2月19日配信開始
怪盗ルパン伝 アバンチュリエ【著者再編集版】（6）『公妃の宝冠』
2018年3月13日配信開始
怪盗ルパン伝 アバンチュリエ【著者再編集版】（7）『怪盗対名探偵―ユダヤのランプ』
2018年3月21日配信開始
怪盗ルパン伝 アバンチュリエ【著者再編集版】（8）『奇巌城・上』
2018年7月18日配信開始
怪盗ルパン伝 アバンチュリエ【著者再編集版】（9）『奇巌城・中』
2018年7月18日配信開始
怪盗ルパン伝 アバンチュリエ【著者再編集版】（10）『奇巌城・下』
2018年7月18日配信開始

【ぴあ刊行分】
怪盗ルパン伝 アバンチュリエ 813 (上)
2021年3月31日 ISBN 978-4-8356-4627-5

## 登場人物
※「声」は「PRモーションコミック／kindle版PV／サウンド図書館配信ボイスコミック（以下サウンド図書館）」のもの。

### ルパン一味
アルセーヌ・ルパン
声 - 細谷佳正（PRモーションコミック）／河本啓佑（kindle版PV）／泰勇気（サウンド図書館）
世間にその名を知られる怪盗。変装の名人で幾つもの顔を持っており、金持ちや貴族のみを相手に盗みを行う怪盗紳士。芸術家であり、同時にいたずら好きの側面も持ち合わせる陽気な劇場型犯罪者であるが、反面自制が効かぬ虚栄心と自惚れの塊という「心の闇」の持ち主でもある。物理的なトリックよりも相手の心の盲点を突く心理トリックが得意。裏の顔を隠して、変装して多くの人々と友人となっている。
また女性に対する魅力（というより魔力）もあり、時に女性の方から進んで身をゆだね、犯罪に協力までする。だが、同時に彼女たちには弱く見捨てることができず、彼女たちのためなら自首も辞さない。それ故にガニマールは「女がルパンの唯一の弱点」と評している。なお、一見「守備範囲」が広いように見えるが、本気で愛するのは「名もなく貧しく美しい」母アンリエット（後述）に似たタイプに限定されている。しかし、彼が本気で愛した女性はいずれもアンリエットの運命をなぞるように悲劇的な末路を辿っている。
ルパンの両親は実直で誠実で勤勉な善人だったが、ブルジョワが専横を極めた「ベル・エポック」時代のフランス格差社会で、その実直も誠実も勤勉も認められることも報われることなく貧窮のうちに死んでいった。以来ルパンは格差社会全般への復讐として、ブルジョワを利するだけの法律に挑み、ブルジョワを狙い撃ちにした盗みを繰り返すようになった。
母方のいとこにベルナール・ダンドレジーがいる。
ビクトワール
声 - 三上由理恵（PRモーションコミック）／藤田昌代（サウンド図書館）
ルパンのことを「モン・プチ（坊ちゃん）」と呼ぶ女性。ルパンの一味。
元は母アンリエットのメイドでルパンの乳母代わりであり、母親的な存在である。そして「わが子」ルパンに対し、「泥棒なんて馬鹿な真似はやめて、早くまともな大人になれ」と再三説教する。
従来の日本語訳では老女として描かれることが多かったが、本作ではルパンより十数歳程度年上の中年女性として描写されている。これは、原作で彼女の年齢が明記されていないことと、ルパンが50歳ごろの最後期の作品でも彼女が健在であることから、十代前半の頃にルパンの子守役をしていたのではないかと作者が解釈したため。
シャロレー
ルパンの一味。ビクトワールと行動を共にしていることが多い。ルパンの執事的存在。
ルパンの手下は数知れないが、そのリーダー格。 
ピエール・シャロレー
ルパンの一味。シャロレー一家の「長男」（本当の父子かどうかは不明）。若い時からルパンと行動を共にしている。
ルイ・シャロレー
ルパンの一味。シャロレー一家の「次男」。
ベルナール・シャロレー
ルパンの一味。シャロレー一家の「三男」。
ビクトール・ルルー
ルパンの一味にしてパリ警視庁国家警察部の敏腕刑事。ルルー兄弟の「兄」。
エドモン・ルルー
ルパンの一味にしてパリ警視庁鑑識課の主任。ルルー兄弟の「弟」。
ジュブルイユ
ルパンの一味にして鑑定家。「フロックコートの紳士」。

### パリ警視庁・司法当局関係者
ジュスタン・ガニマール
声 - 大林隆介（PRモーションコミック）／小室正幸（kindle版PV）／かぬか光明（サウンド図書館）
パリ警視庁の老主任警部。ルパンの奸智に対抗できる数少ない人間の一人。ルパンと聞けば世界中どこでも飛び回る。実直な性格だが、それゆえに名探偵に不可欠な「ひらめき」に欠け、ルパンに翻弄されることも多い。地道な調査と根気良さで多くの実績を上げてきた名警部だが、ルパンには何度も出し抜かれた結果、上層部からは「何を見ても『ルパンの仕業』と騒ぐ少しおかしい奴」とみなされることもあり、彼の活躍を疎む者からは煙たがられることも多い。
「権力の庇護からは阻害されているが自由で、若く聡明だが傲慢な」ルパンとは対照的に、「老いて愚鈍で実直で、権力の庇護そのものだが自由はない」キャラクター。
『公妃の宝冠』編原作では出版社の事情によりゲルシャール警部という名前だったが、本作では本来のガニマールという名で登場している。
デュドゥイ
パリ警視庁国家警察部部長。ガニマールの上司。デザイン上のモデルは、石黒昇監督のアニメ『銀河英雄伝説』のミュッケンベルガー元帥である、と作者が表明している。
デュージー、フォランファン、ブルサン
パリ警視庁の警部。ガニマールの部下。
ジュール・ブヴィエ
逮捕されたルパン担当の予審判事。予審判事は司法権と捜査権を合わせ持つフランス独自の司法職で、本シリーズでは警察の活動に口出しし、時に足を引っ張る役柄。後に『赤い絹のショール』事件も担当する。
フォルムリー
宝冠事件担当の予審判事。本人は自信たっぷりだが、「結果に恵まれていない」。迷推理で捜査を混乱させる。黒真珠事件の担当もするが思い込みで2,3の証拠だけでビクトール・ダネーグルを犯人と決め付ける。

### ルパンに関わるヒロインたち
ネリー・アンダダウン
声 - 山田奈都美（kindle版PV）／藤田昌代（サウンド図書館）
大西洋横断豪華客船プロヴァンス号で、有名な怪盗アルセーヌ・ルパンと乗り合わせた女性。後にティベルメニル城でルパンと再会する。「怪盗紳士」編に登場。
金髪婦人
ルパンの「新しい金髪の女友達」。まばゆい美貌を持ち、ルパンの犯罪と行動をともにする。『金髪婦人』編に登場。
ソニア・クリチノーフ
大富豪グルネイ・マルタンの令嬢ジェルメーヌの「令嬢付侍女」。ロシア人亡命者の娘で、早くに両親を亡くして孤児となり、貧しい少女時代を過ごす。『公妃の宝冠』編に登場。本作ではユダヤのランプ事件は宝冠事件の直後という解釈を採択しているため、『ユダヤのランプ』編にも顔見せ程度に登場している。『奇巌城』編では回想として登場し、作中の1年前に事故死したことが語られる。
アリス・ドマン
ダンブルバル男爵夫妻の幼い娘たちの家庭教師。ダンブルバル邸に向かうショルメらの前に現れ、引き返すように訴える。『ユダヤのランプ』編に登場。
レイモンド・ド・サン・ヴェラン
ジェーブル伯爵の姪。アンブリュメジーの伯爵邸に侵入した謎の怪盗を猟銃で狙撃、負傷させる。その後、屋敷に押し入った集団に拉致され、彼女と思しき遺体が発見されるが…。『奇巌城』編に登場。

### その他の人物
少女
本編のはるか後年、ビクトワールたちにルパンについて尋ねに来た少女。
物語は『私』（後述）が、彼女に回想を聞かせる形で進められる。
『私』
声 - かぬか光明（サウンド図書館）
売れない心理小説家。作中ではある事件をきっかけにルパンと深く関わりあい、彼の正体を知る数少ない友人となる。後にルパンの冒険譚を出版することとなる。
ハーロック・ショームズ
声 - 小室正幸（kindle版PV）
世界一の名探偵。イギリス人。ルパンと再三対決する。モデルはシャーロック・ホームズ。原作の「エルロック・ショルメ（Herlock Sholmès：シャーロック・ホームズ（Sherlock Holmes）のアナグラム）」の英語読みを採用している。
ルパンより年長で「本家」に勝るとも劣らぬ知性の持ち主だが、反面「本家」以上に傲慢で傍若無人な性格。
原作のショルメは口ひげをたくわえていることが描写されているが、このシリーズのショームズには口ひげは無い。本作ではファンタジー作品の亜人種のような尖った耳を持つ。
ルパンシリーズの現行邦訳ではすべてシャーロック・ホームズとされているが、このシリーズでは敢えて、読者がホームズと思えばそう思って読んでくれれば良いし、ホームズとは別の人間と思うならばそう思ってもらいたいとの立場から、ホームズとはしなかった。（作者直話より）
なお、ショームズとは別に劇中における探偵小説の登場人物として「シャーロック・ホームズ」の名が挙がるシーンもいくつか存在する。
ウィルソン
ショームズの相棒。ショームズと行動を共にするが、作中では負傷してしまい治療のためショームズと離れてしまう事が多い。モデルはワトソン博士。
イジドール・ボートルレ
声 - 山田奈都美（kindle版PV）
ジャンソン・ド・サイイ高校の三年生で、少年ながら恐るべき推理能力の持ち主。新聞記者に化けて伯爵邸に乗り込む。『奇巌城』編の主人公的キャラクター。
ヴィルヘルム二世
覇権国家ドイツ帝国の皇帝。通称「カイゼル」。
普仏戦争でフランスを打ち負かした覇者ヴィルヘルム一世の孫で、祖父をも越える野心家。作中では彼の覇道とルパンの人生とはたびたび重なることになる。
バラングレー
ルパンに興味をもつ下院議員。
アンリエット
元貴族の女性。労働者階級の男性と結婚して身分を失い、さらにその夫をも失って、行き場もなく旧友の伯爵夫人に酷使されていた。とても美しく、優しい人柄で周りの人々からは慕われていた。「王妃の首飾り紛失」事件後に屋敷を追い出され、病を患った後、1886年頃に亡くなった。ラウールという息子がいる。